# Gut Füchtel
Das Gut Füchtel, eine abgegangene Wasserburg und ehemals Rittergut, liegt nahe dem Stadtteil Oythe der niedersächsischen Kreisstadt Vechta.

## Geschichte

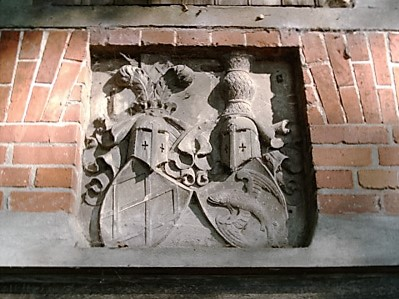
Allianz-Wappen Merveldt-Droste zu Hülshoff 1899

Das Gut Füchtel ist durch Zusammenlegung mehrerer Bauernstellen entstanden. Es war zunächst im Besitz der über Vechta herrschenden Grafen von Calveslage-Ravensberg, gelangte aber 1252 wie Vechta an das Bistum Münster. 1327 kam die jetzt mit einem Steinwerk versehene Anlage im Tausch an den Grafen Heinrich von Oldenburg-Neubruchhausen und vier Jahre später durch Weitertausch an die Adelsfamilie von Elmendorff. In deren Besitz blieb die Burg bis 1896, wobei sie zwischen 1383 und 1429 unter zwei Familienzweigen aufgeteilt war. Im Dreißigjährigen Krieg brannte das Herrenhaus ab. Darauf wurde ein Gesindehaus aus dem frühen 17. Jahrhundert zum neuen, noch heute existierenden Haupthaus ausgebaut. Ab 1672 fanden Umbauarbeiten statt. Auf der Gartenseite des Wohnhauses wurde 1754 ein Kapellenturm angefügt. Das Anwesen gelangte 1896 über die Familie von Droste zu Hülshoff im Jahre 1898 an die Grafen von Merveldt, denen das Gut noch heute gehört.

## Beschreibung
Das Gut umgeben zwei Wassergräben von je 8–10 m Breite. Der innere umschließt ein annähernd rechteckiges Areal mit 90 m und 105 m Seitenlänge. Die auf starken Findlingsfundamenten sowie in den Boden gerammten Holzpfählen errichteten Fachwerkgebäude mit Backsteinfüllung bilden heute einen uneinheitlichen Gebäudekomplex. Die Toreinfahrt befindet sich zwischen dem Hauptgebäude und einem Nebengebäude. Die übrige Fläche der Burg ist heute ohne Bebauung und wird weiträumig von dem äußeren Wassergraben polygonal umschlossen.